# Oligacanthorhynchus kamerunensis
Oligacanthorhynchus kamerunensis är en hakmaskart som först beskrevs av Meyer 1931.  Oligacanthorhynchus kamerunensis ingår i släktet Oligacanthorhynchus och familjen Oligacanthorhynchidae. Inga underarter finns listade i Catalogue of Life.